# Alluminogeni
Gli Alluminogeni sono un gruppo musicale torinese di rock progressivo.

## Storia del gruppo

Gli Alluminogeni, qui ancora con la denominazione Bats, a Finale Ligure; Patrizio Alluminio è il ragazzo seduto alle tastiere

Il gruppo nasce nel 1966 su iniziativa di cinque amici, tre dei quali, ovvero Guido Maccario, Sandro Farri e Daniele Ostorero, sono di Torino, mentre Bibi Pincherli è di Milano e Patrizio Alluminio di Casale Monferrato (anche se poi si trasferirà a Torino per frequentare l'università), che si ritrovano ogni anno in vacanza a Finale Ligure. Dopo le prime denominazioni Green Grapes, Vips e Bats, rimangono in tre e il nome viene cambiato prima in Terza Sensazione, poi Alluminium Sound e infine in Alluminogeni, che deriva dal cognome del leader e cantante, Patrizio Alluminio, il più preparato musicalmente dei tre, essendosi diplomato in pianoforte al Conservatorio Viotti di Vercelli.
Dopo aver registrato alcuni provini e averli spediti a varie etichette, il complesso viene messo sotto contratto dalla Fonit Cetra, che li fa debuttare nel 1970 con il 45 giri L'alba di Bremit. Con il brano sul lato B, Orizzonti lontani, partecipano al Cantagiro (che quell'anno parte a giugno da Pugnochiuso, sul Gargano).

Gli Alluminogeni con il tecnico del suono Plinio Chiesa nel 1971

La formazione ha fin dagli inizi dei problemi con il primo chitarrista, Guido Maccario, che viene cambiato dopo l'incisione; al suo posto entra per un solo brano su 45 giri un ragazzo di Pinerolo, Aldo (di cui non viene ricordato il cognome), mentre sul lato A suona il noto session man Andrea Sacchi.
Piero Tonello (morto alla fine degli anni '80 in un incidente stradale) suona nel terzo 45 giri, ad esso subentra Enrico Cagliero per l'uscita di Scolopendra, dal 1991 al 2015 il chitarrista degli Alluminogeni è Massimo Cabrini.
Seguono altri 45 giri, tra cui Solo un attimo  (con cui partecipano a Un disco per l'estate 1971) che li spostano da un genere tardo beat con venature melodiche al progressive vero e proprio, soprattutto in Troglomen/Costruendo astronavi, con molti assoli di chitarra e tastiere e numerosi cambi di ritmo.
Oltre che in Rai, hanno molte apparizioni televisive sulla TV svizzera e su Tele Capodistria, dove nel 1971 partecipano allo spettacolo di Capodanno.
Il 1971 è il loro anno d'oro: partecipano con successo anche al Festival di Musica d'Avanguardia e di Nuove Tendenze di Viareggio, suonano in tournée con i Gentle Giant, recitano nel film Quando gli uomini armarono la clava e... con le donne fecero din don di Bruno Corbucci con Nadia Cassini (cantando la canzone Troglomen, del loro quarto 45 giri) e arrivano anche terzi nel referendum di Ciao 2001 sui migliori gruppi italiani dell'anno, preceduti soltanto da Formula 3 e New Trolls, e davanti a Le Orme.
L'anno successivo viene pubblicato il concept album Scolopendra, molto interessante musicalmente, specialmente per i brani La stella di Atades, con cui il gruppo deve partecipare al Festivalbar, e Pianeta; l'album però è causa di un contrasto tra il gruppo e la casa discografica (che esegue nuovamente il mixaggio, giudicando la registrazione originale poco commerciale), e dopo la pubblicazione del disco, che non viene promosso, il gruppo si scioglie (per i problemi con la Fonit e anche a causa di alcuni contrasti interni), per cui sfuma la partecipazione al Festivalbar.

Gli Alluminogeni con Nadia Cassini sul set di Quando gli uomini armarono la clava e... con le donne fecero din don del 1971

Soltanto Alluminio prosegue l'attività come solista, con un 45 giri con due brani risalenti al periodo del gruppo e registrati insieme a Guido e Maurizio De Angelis, dopodiché abbandona l'attività dedicandosi alla professione di medico (mentre Ostorero fa l'assicuratore e Cagliero l'elettronico).
Dopo la ristampa di Scolopendra su CD nel 1991, il gruppo si riforma con un nuovo chitarrista, Massimo Cabrini, e incide altri due dischi, Geni mutanti e Green Grapes: quest'ultimo, che riprende la denominazione originale del gruppo, contiene anche alcuni brani risalenti agli anni '70, tra cui la versione in inglese del loro primo 45 giri L'alba di Bremit.
Gli Alluminogeni hanno anche ripreso ad effettuare alcune serate, con l'aiuto in alcune occasioni di altri musicisti; un tentativo di rientro nell'organico di Cagliero non viene realizzato per la morte prematura del chitarrista nel 1996.
Il chitarrista Massimo Cabrini lascia gli Alluminogeni definitivamente il 27 luglio del 2015, durante le fasi di masterizzazione dei nuovi CD del gruppo, ai quali non parteciperà.

## Formazione
- Patrizio Alluminio: voce, tastiere
- Daniele Ostorero: batteria, percussioni
- Massimo Cabrini: chitarra e basso in Geni mutanti, nei brani di Green Grapes, chitarrista e bassista degli Alluminogeni fino a luglio 2015
- Guido Maccario: chitarra in L'alba di Bremit/Orizzonti lontani
- Aldo Alessio (Pinerolo TO) : chitarra in La vita e l'amore
- Piero Tonello: chitarra in Solo un attimo/Psicosi
- Enrico Cagliero: chitarra e basso in Troglomen/Costruendo astronavi e Scolopendra
- Beppe Tarasio: chitarra (solo in concerto)

## Discografia

### Album
- 1972 - Scolopendra (Fonit, LPQ 09065)
- 1993 - Geni mutanti (Vinyl Magic, VMNP 07)
- 1994 - Green Grapes (Vinyl Magic, VM 046)
- 2019 - Metafisico (Ma.Ra.Cash, PRGIT535)

### Singoli
- 1970 - L'alba di Bremit/Orizzonti lontani (Fonit, SPF 31262)
- 1970 - Dimensione prima/La vita e l'amore (Fonit, SPF 31273)
- 1971 - Solo un attimo/Psicosi (Fonit, SPF 31280)
- 1971 - Troglomen/Costruendo astronavi (Fonit, SPF 31291)

## Filmografia
- Quando gli uomini armarono la clava e... con le donne fecero din-don, regia di Bruno Corbucci (1971)